# Klüden
Klüden este o comună din landul Saxonia-Anhalt, Germania.